# Vilenas
Vilenas ist ein selten vergebener litauischer männlicher Vorname, abgeleitet von W. I. Lenin.

## Namensträger
- Vilenas Vadapalas (* 1954), Verwaltungsjurist und Völkerrechtler.